# Lista dos maiores estádios de futebol dos Estados Unidos
A lista a seguir é uma lista dos maiores estádios dos Estados Unidos. Alguns desses estádios são específicos para o futebol, outros são estádios multi-esportivos

## Lista de Estádios
| Estádio                           | Capacidade | Localidade       | Estado               | Clubes mandantes                                         | Inauguração | Notas                                                      | Ref.   |
| --------------------------------- | ---------- | ---------------- | -------------------- | -------------------------------------------------------- | ----------- | ---------------------------------------------------------- | ------ |
| Bank of America Stadium           | 75 535     | Charlotte        | Carolina do Norte    | Charlotte FC (A partir de 2022)                          | 1996        | Estádio de futebol americano.                              | [ 1 ]  |
| Mercedes-Benz Stadium             | 71 000     | Atlanta          | Geórgia              | Atlanta United                                           | 2017        | Estádio de futebol americano.                              |        |
| Camping World Stadium             | 70 000     | Orlando          | Flórida              | Orlando City SC (2011-2016)                              | 1936        | Estádio de futebol americano Sede da Copa do Mundo de 1994 | [ 1 ]  |
| Gillette Stadium                  | 68 756     | Foxborough       | Massachusetts        | New England Revolution New England Revolution II         | 1922        | Estádio de futebol americano.                              | [ 2 ]  |
| Lumen Field                       | 67 000     | Seattle          | Washington           | Seattle Sounders FC                                      | 1998        | Estádio de futebol americano.                              |        |
| Lucas Oil Stadium                 | 67 000     | Indianápolis     | Idaho                | Indy Eleven                                              | 2008        | Estádio de futebol americano                               |        |
| Yankee Stadium                    | 54 281     | Nova Iorque      | Nova Iorque          | New York City FC                                         | 2009        | Estádio de baseball                                        |        |
| Aloha Stadium                     | 50 000     | Halawa           | Havaí                |                                                          | 1975        | Sede do Campeonato Pan-Pacífico                            | [ 3 ]  |
| Globe Life Park                   | 49 200     | Arlington        | Texas                | North Texas SC                                           | 2017        | Estádio de baseball                                        |        |
| Dignity Health Sports Park        | 27 000     | Carson           | Califórnia           | Los Angeles Galaxy Chivas USA (2004-2014)                | 2003        |                                                            | [ 4 ]  |
| Exploria Stadium                  | 25 500     | Orlando          | Flórida              | Orlando City                                             | 2017        |                                                            |        |
| Providence Park                   | 25 218     | Portland         | Oregon               | Portland Timbers                                         | 2017        |                                                            |        |
| City Stadium                      | 22 611     | Richmond         | Virgínia             | Richmond Kickers                                         | 1929        |                                                            |        |
| Banc of California Stadium        | 22 000     | Los Angeles      | Califórnia           | Los Angeles FC                                           | 2018        |                                                            |        |
| Finley Stadium                    | 20 668     | Chattanooga      | Tennessee            | Chattanooga FC                                           | 1997        |                                                            |        |
| Toyota Stadium                    | 20 500     | Frisco           | Texas                | FC Dallas                                                | 2004        |                                                            |        |
| Rio Tinto Stadium                 | 20 213     | Sandy            | Utah                 | Real Salt Lake                                           | 2008        |                                                            |        |
| Riccardo Silva Stadium            | 20 000     | Miami            | Flórida              | Miami FC                                                 | 1995        |                                                            |        |
| Audi Field                        | 20 000     | Washington, D.C. | Distrito de Colúmbia | D.C. United                                              | 2018        |                                                            | [ 5 ]  |
| DSG Park                          | 19 734     | Commerce City    | Colorado             | Colorado Rapids                                          | 2007        |                                                            |        |
| Earthquakes Stadium               | 18 000     | San Jose         | Califórnia           | San Jose Earthquakes                                     | 2015        |                                                            | [ 6 ]  |
| Inter Miami CF Stadium            | 18 000     | Fort Lauderdale  | Flórida              | Inter Miami CF Fort Lauderdale CF                        | 2020        |                                                            | [ 7 ]  |
| J. Birney Crum Stadium            | 15 000     | Allentown        | Pensilvânia          | Lehigh Valley United                                     | 1948        |                                                            | [ 8 ]  |
| Lynn Family Stadium               | 11 700     | Louisville       | Kentucky             | Louisville City FC                                       | 2020        |                                                            |        |
| Papa Murphy's Park                | 11 569     | Sacramento       | Califórnia           | Sacramento Republic FC                                   | 2014        |                                                            |        |
| Alex G. Spanos Stadium            | 11 075     | San Luis Obispo  | Califórnia           | Cal Poly Mustangs                                        | 1935/2006   |                                                            | [ 9 ]  |
| Atwood Stadium                    | 11 000     | Flint            | Michigan             | Flint City Bucks                                         | 1992        |                                                            | [ 10 ] |
| Mitchel Athletic Complex          | 10 102     | Nova Iorque      | Nova Iorque          | New York Cosmos                                          | 1984        |                                                            |        |
| AutoZone Park                     | 10 000     | Memphis          | Tennessee            | Memphis 901 FC                                           | 2000        | Estádio de baseball                                        |        |
| WakeMed Soccer Park               | 10 000     | Cary             | Carolina do Norte    | North Carolina FC                                        | 2002        |                                                            |        |
| H-E-B Park                        | 9 735      | Edinburg         | Nevada               | RGVFC Toros                                              | 2017        |                                                            |        |
| Cashman Field                     | 9 334      | Las Vegas        | Nevada               | Las Vegas Lights FC                                      | 1981        |                                                            | [ 11 ] |
| Kezar Stadium                     | 9 044      | San Francisco    | Califórnia           | San Francisco City FC                                    | 1989        |                                                            |        |
| Werner Park                       | 9 023      | Omaha            | Nebraska             | Union Omaha                                              | 2011        | Estádio de baseball                                        |        |
| Fifth Third Bank Stadium          | 8 318      | Atlanta          | Geórgia              | Atlanta United 2                                         | 2010        |                                                            |        |
| Toyota Field                      | 8 296      | San Antonio      | Texas                | San Antonio FC                                           | 2013        |                                                            |        |
| Virginia Beach Sportsplex         | 8 000      | Virginia Beach   | Virgínia             | Virginia Beach United FC                                 | 1999        |                                                            | [ 12 ] |
| Houseman Field                    | 8 000      | Grand Rapids     | Michigan             | Grand Rapids FC                                          | 1923        |                                                            |        |
| Weidner Field                     | 8 000      | Colorado Springs | Colorado             | Colorado Springs Switchbacks FC                          | 2021        |                                                            | [ 13 ] |
| Keyworth Stadium                  | 7 933      | Detroit          | Michigan             | Detroit City FC                                          | 1936        |                                                            | [ 14 ] |
| ONEOK Field                       | 7 833      | Tulsa            | Oklahoma             | FC Tulsa                                                 | 2010        | Estádio de baseball                                        |        |
| Al Lang Stadium                   | 7 500      | São Petersburgo  | Flórida              | Tampa Bay Rowdies                                        | 1947/1976   |                                                            | [ 15 ] |
| Taft Stadium                      | 7 500      | Oklahoma City    | Oklahoma             | Oklahoma City Energy FC                                  | 1934        |                                                            |        |
| Tropical Park Stadium             | 7 000      | Olympia Heights  | Flórida              | Miami Dade FC FC Miami City                              |             |                                                            | [ 16 ] |
| Cheney Stadium                    | 6 500      | Tacoma           | Washington           | Tacoma Defiance                                          | 1960        |                                                            |        |
| Waukee Stadium                    | 6 200      | Wauke            | Iowa                 | Des Moines Menace (2004–2007)                            | 1996        |                                                            | [ 17 ] |
| West Community Stadium            | 6 200      | St Louis         | Missouri             | Saint Louis FC (2015–2020)                               | 1982        |                                                            |        |
| ESPN Wide World of Sports Complex | 6 000      | Bay Lake         | Califórnia           | Orlando City (2014)                                      | 1997        | Sede do MLS is Back Tournament                             |        |
| Legion Stadium                    | 6 000      | Wilmington       | Carolina do Norte    | Wilmington Hammerheads (1996-2017)                       | 1930        |                                                            | [ 18 ] |
| Plant City Stadium                | 6 000      | Plant City       | Flórida              | VSI Tampa Bay FC (2011-2013)                             | 1988        |                                                            |        |
| Torero Stadium                    | 6 000      | San Diego        | Califórnia           | San Diego Loyal SC                                       | 1961        |                                                            |        |
| Championship Stadium              | 5 500      | Irvine           | Califórnia           | Orange County SC California United Strikers FC           |             |                                                            | [ 19 ] |
| CHI Memorial Stadium              | 5 500      | East Ridge       | Tennessee            | Chattanooga Red Wolves SC                                | 2020        |                                                            |        |
| Dillon Stadium                    | 5 500      | Hartford         | Connecticut          | Hartford Athletic                                        | 1935        |                                                            |        |
| Laney College Stadium             | 5 500      | Oakland          | Califórnia           | Oakland Roots SC                                         |             |                                                            | [ 20 ] |
| Dr. Mark & Cindy Lynn Stadium     | 5 300      | Louisville       | Kentucky             | Louisville City FC (2019)                                | 2014        |                                                            |        |
| Kuntz Memorial Stadium            | 5 257      | Indianápolis     | Indiana              | FC Indiana                                               | 1987        |                                                            | [ 21 ] |
| Atlanta Silverbacks Park          | 5 000      | Atlanta          | Geórgia              | Atlanta Silverbacks (2007–2015)                          | 2004        |                                                            |        |
| BBVA Field                        | 5 000      | Birmingham       | Alabama              | Birmingham Legion                                        | 2015        |                                                            | [ 22 ] |
| Pittser Field                     | 5 000      | Montclair        | Nova Jérsei          | New York Red Bulls II                                    | 1998        |                                                            |        |
| PAL Stadium                       | 5 000      | San Jose         | Califórnia           | Real San Jose                                            |             |                                                            | [ 23 ] |
| Pan American Stadium              | 5 000      | Nova Orleãs      | Luisiana             | New Orleans Jesters Motagua New Orleans                  | 1973        |                                                            | [ 24 ] |
| Segra Field                       | 5 000      | Leesburg         | Virgínia             | Loudoun United FC                                        | 2019        |                                                            | [ 25 ] |
| Sportsplex at Matthews            | 5 000      | Matthews         | Carolina do Norte    | Charlotte Independence (2017–2020)                       | 2015        |                                                            | [ 26 ] |
| Switchbacks Training Stadium      | 5 000      | Colorado Springs | Colorado             | CS Switchbacks (2015-2020)                               | 1985        |                                                            | [ 27 ] |
| Zions Bank Stadium                | 5 000      | Herriman         | Utah                 | Real Monarchs                                            | 2018        |                                                            |        |
| Starfire Sports                   | 4 500      | Tukwila          | Washington           | Seattle Sounders FC 2 (2015-2017)                        | 2003        |                                                            |        |
| All-High Stadium                  | 4 000      | Buffalo          | Nova Iorque          | FC Buffalo Queen City FC (2006-2008)                     | 1926/2006   |                                                            | [ 28 ] |
| Dustdevil Field                   | 4 000      | Laredo           | Texas                | Laredo Heat                                              | 2006        |                                                            |        |
| Legacy Early College Field        | 4 000      | Greenville       | Carolina do Sul      | Greenville Triumph SC                                    |             |                                                            | [ 29 ] |
| Anchorage Football Stadium        | 3 500      | Anchorage        | Alasca               | Times locais                                             |             |                                                            | [ 30 ] |
| Boxer Stadium                     | 3 500      | San Francisco    | Califórnia           | San Francisco Glens El Farolito SC                       | 1953        |                                                            | [ 31 ] |
| DOC Stadium                       | 3 500      | West Carrollton  | Ohio                 | Dayton Dutch Lions                                       | 2014        |                                                            | [ 32 ] |
| Eagle Field                       | 3 500      | Statesboro       | Geórgia              | Tormenta FC                                              | 2005        |                                                            | [ 33 ] |
| Swope Soccer Village              | 3 500      | Kansas City      | Missouri             | Sporting Kansas City II                                  | 2007        |                                                            | [ 31 ] |
| Albion Millis Stadium             | 3 000      | High Point       | Carolina do Norte    | High Point Panthers                                      |             |                                                            | [ 34 ] |
| Memorial Stadium                  | 3 000      | Asheville        | Carolina do Norte    | Asheville City SC                                        | 1925        |                                                            | [ 35 ] |
| Lusitano Stadium                  | 3 000      | Ludlow           | Massachusetts        | Western Mass Pioneers Gremio Lusitano                    | 1918        |                                                            | [ 36 ] |
| Patriot Stadium                   | 3 000      | El Paso          | Texas                | El Paso Patriots (2005-2013)                             | 2005        |                                                            | [ 37 ] |
| Kino Sports Complex               | 2 900      | Tucson           | Arizona              | FC Tucson                                                | 1998        | Estádio de baseball                                        | [ 38 ] |
| Al-Marzook Field                  | 2 500      | West Hartford    | Connecticut          | Hartford City FC                                         | 1977        |                                                            | [ 39 ] |
| Belson Stadium                    | 2 168      | Nova Iorque      | Nova Iorque          | New York Pancyprian-Freedoms New York Cosmos (2015–2016) | 2002        |                                                            |        |
| Gaelic Park                       | 2 000      | Nova Iorque      | Nova Iorque          | Manhattan SC                                             | 1926        |                                                            | [ 40 ] |
| Ultimate Soccer Arena             | 1 650      | Pontiac          | Michigan             | Michigan Stars FC Michigan Bucks (2008-2018)             | 2008        |                                                            | [ 41 ] |
| Evergreen Sportsplex              | 1 500      | Leesburg         | Virgínia             | Evergreen FC Northern Virginia United FC                 | 2014        |                                                            | [ 42 ] |
| Sun Devil Stadium                 | 1 051      | Phoenix          | Arizona              | Phoenix FC (2013)                                        | 2000        |                                                            | [ 43 ] |
| Albert–Daly Field                 | 1 000      | Williamsburg     | Virgínia             | William & Mary Tribe                                     | 2004        |                                                            | [ 44 ] |
| Cadet Soccer Stadium              | 1 000      | Colorado Springs | Colorado             |                                                          | 1995        |                                                            | [ 45 ] |
| Titan Soccer Complex              | 1 000      | Melbourne        | Flórida              |                                                          | 2013        |                                                            | [ 46 ] |
| Manchester Meadows                | 750        | Rock Hill        | Carolina do Sul      |                                                          | 2006        |                                                            |        |